# Селварела (Витербо)
Селварела је насеље у Италији у округу Витербо, региону Лацио.
Према процени из 2011. у насељу је живело 111 становника. Насеље се налази на надморској висини од 354 м.